# Запис Гавриловића трешња (Атеница)
Запис Гавриловића трешња (Атеница) се налази на парцели чији је власник Гавриловић Мирослав.

## Локација
| Општина             | Чачак                                                                       |
| Катастарска општина | Атеница                                                                     |
| Потес               | Вереџе                                                                      |
| Координате          | 43° 50′ 56″ С; 20° 19′ 16″ И / 43.848999999999997° С; 20.321100000000001° И |
| Надморска висина    | 442m                                                                        |

## Карактеристике
Дендрометријске вредности утврђене на терену и сателитским снимцима:
| Стабло                     | Трешња |
| Висина стабла              | m      |
| Обим дебла                 | m      |
| Пречник крошње             | 5m     |
| Пречник дебла              | m      |
| Висина дебла до прве гране | m      |

## База записа
Запис је у оквиру Викимедија пројекта "Запис - Свето дрво" заведен под редним бројем 0611.